# アンナ・フォン・エスターライヒ (1432-1462)
アンナ・フォン・エスターライヒ（Anna von Österreich, 1432年4月12日 - 1462年11月13日）は、ローマ王アルブレヒト2世の娘で、テューリンゲン方伯ヴィルヘルム3世の最初の妻。ボヘミア王・ハンガリー王ラディスラウス・ポストゥムス、ポーランド王妃エリーザベトの姉である。

## 生涯
オーストリア公アルブレヒト5世（のちのローマ王アルブレヒト2世）とその妃で神聖ローマ皇帝（当時はローマ王）ジギスムントの娘であるエリーザベトとの間の第1子、長女として生まれた。1439年に父を、1442年に母を幼くして亡くす。1446年6月20日にイェーナにおいて、14歳でザクセン選帝侯フリードリヒ1世の末息子ヴィルヘルムと結婚した。アンナは結婚に際してオーストリア家領の相続権は放棄したが、父アルブレヒトが主権を有したボヘミア、ハンガリーその他の領土については継承権を放棄したわけではなかった。アンナの母エリーザベトは、同族の従姉エリーザベト・フォン・ゲルリッツが1441年にブルゴーニュ公フィリップ3世（善良公）にルクセンブルク公領を売却したことを認めていなかった。ヴィルヘルムは妻方の権利を盾に公領を占領したが、すぐにブルゴーニュ軍によって領外へ追い出された。1457年にアンナの弟ラディスラウスが死去すると、ヴィルヘルムはルクセンブルク公を自称した。
その後、ヴィルヘルムは妻を捨てて愛妾のカタリーナ・フォン・ブランデンシュタイン（Katharina von Brandenstein）と同棲し、アンナはエッカルツベルク城（Eckartsburg）に幽閉されて死ぬまでこの城で過ごした。アンナは一度だけ夫に復縁を願いに行ったが、夫から顔に木靴を投げつけられる侮辱的な扱いをされ、即座に城に逃げ帰ったという。アンナが1463年に死ぬと、ヴィルヘルムはすぐに愛妾カタリーナと再婚した。アンナの遺骸はフリードリヒローダのラインハルツブルン修道院（Kloster Reinhardsbrunn）に葬られた。

## 子女
夫との間に2人の娘をもうけた。
- マルガレーテ（1449年 - 1501年） - 1476年、ブランデンブルク選帝侯ヨハン・ツィーツェロと結婚
- カタリーナ（1453年 - 1534年） - 1471年、ミュンスターベルク公ヒネクと結婚